# أولاد طاعن
أولاد طاعن هي قبيلة عربية من نسل جواب بن يزيد بن عيسى بن زغبة الهلالي.

## موقعها
تقع قبيلة أولاد طاعن أو ما يعرف اليوم بـبئر بن عابد في ولاية المدية.

## سكانها
يعتبر سكان هذه المنطقة من العرب الهلالية والأتراك الذين اختلطوا معهم بعد المصاهرة بينهم إبان حكم الدولة العثمانية للجزائر.

## التقاليد
تقاليد قبيلة اولاد طاعن لا تختلف كثيرا عن تقاليد قبيلة أولاد نايل العربية.